# Cmentarz żydowski w Nowym Mieście Lubawskim
Cmentarz żydowski w Nowym Mieście Lubawskim – kirkut został założony w 1885 roku na działce o planie prostokąta o powierzchni 0,44 ha przy obecnej ul. Grunwaldzkiej. Wkrótce wybudowano dom przedpogrzebowy wraz z mieszkaniem dozorcy. Kirkut został zniszczony przez hitlerowców podczas II wojny światowej. Obecnie brak śladów materialnych po nekropolii. Pozostała część domu przedpogrzebowego – część mieszkalna.